# 李辰洙
李辰洙（韓語：이진수，1938年1月25日—1998年9月21日），是韩国的演员兼外语翻译家。他是国立剧团第一期演员、TBC第一期艺人。因外貌与朴正熙酷似，成为饰演朴正熙的特型演员。

## 生平
李辰洙首尔辉文高中毕业，成均馆大学法语法国文学系中退，后于韩神大学毕业。1962年以戏剧演员身份首次出道，之后也作为外语翻译家。1987 年通过韩国放送公社（KBS）电视剧《欲望之门》首次出演，开始以电视演员身份活动，1988年凭借电影《骗子们》的小角色以电影演员身份出道。此外，出演的戏剧作品超过两百部，执导和翻译的作品更是数不胜数。他在表演学术层面整理了台词技巧并传授给其他演员，是致力于坚守首尔本地人准确的台词习惯和标准语的剧本台词大师。在《第三共和国》（1993年）中饰演朴正熙之后，出租车司机们看到他都觉得仿佛朴正熙总统重生，据说他每次乘坐出租车时，司机都会给予他不亚于贵宾的特级礼遇，甚至不收到达目的地的车费。

## 出演作品

### 电视剧
- 《五星将军金弘壹》（1985年）- 申成模（KBS）
- 《去往北方的女演员》（1986年）- 宋影（剧作家）（MBC）
- 《朝鲜王朝五百年》-《南汉山城》（1986年）- 尹煌（MBC）
- 《欲望之门》（1987年）- 朴正熙（KBS）
- 《TV 孙子兵法》（1987年）（KBS）
- 《第二共和国》（1989年）- 朴正熙（MBC）
- 《第三共和国》（1993年）- 中年朴正熙（MBC）
- 《战争与爱情》（1995年）- 朴正熙（MBC）

### 电影
- 《骗子们》（1988年）
- 《五星君韩音君》（1988年）
- 《超级贝塔曼 魔神 Z》（1990年）
- 《独裁小共和国》（1991年）
- 《首尔双面神》（1991年）
- 《人间市场 3》（1991年）
- 《八道男子汉 91》（1991年）
- 《X 星女人》（1991年）
- 《首尔的眼泪》（1991年）
- 《八达风》（1992年）
- 《变金莲 2》（1992年）
- 《像无角犀牛一样独自前行》（1995年）
- 《卡鲁纳》（1996年）

### 获奖
- 1989年 MBC演技大赏 电视剧演员部门特别奖
- 1990年 第17届 韩国放送大奖 男子艺人奖